# Гран-Комбен
Гран-Комбен (фр. Grand Combin) — горный массив в Пеннинских Альпах Швейцарии, кантон Вале и Италии, провинция Валле-д’Аоста, состоящий из нескольких вершин. Самая высокая точка массива, Гран-Комбен-де-Графенер, имеет высоту 4314 метров над уровнем моря, и является седьмой вершиной в Швейцарских Альпах по относительной высоте (1517 метров над уровнем моря). Четыре вершины в массиве выше 4000 метров над уровнем моря.

## Физико-географические характеристики
Массив Гран-Комбен лежит на юг от курорта Вербье в округе Энтремон. Северо-западная сторона Гран-Комбена полностью покрыта вечными снегами и ледниками, которые являются причиной частых лавин. Южная и восточная стены более крутые и почти свободны от снега.

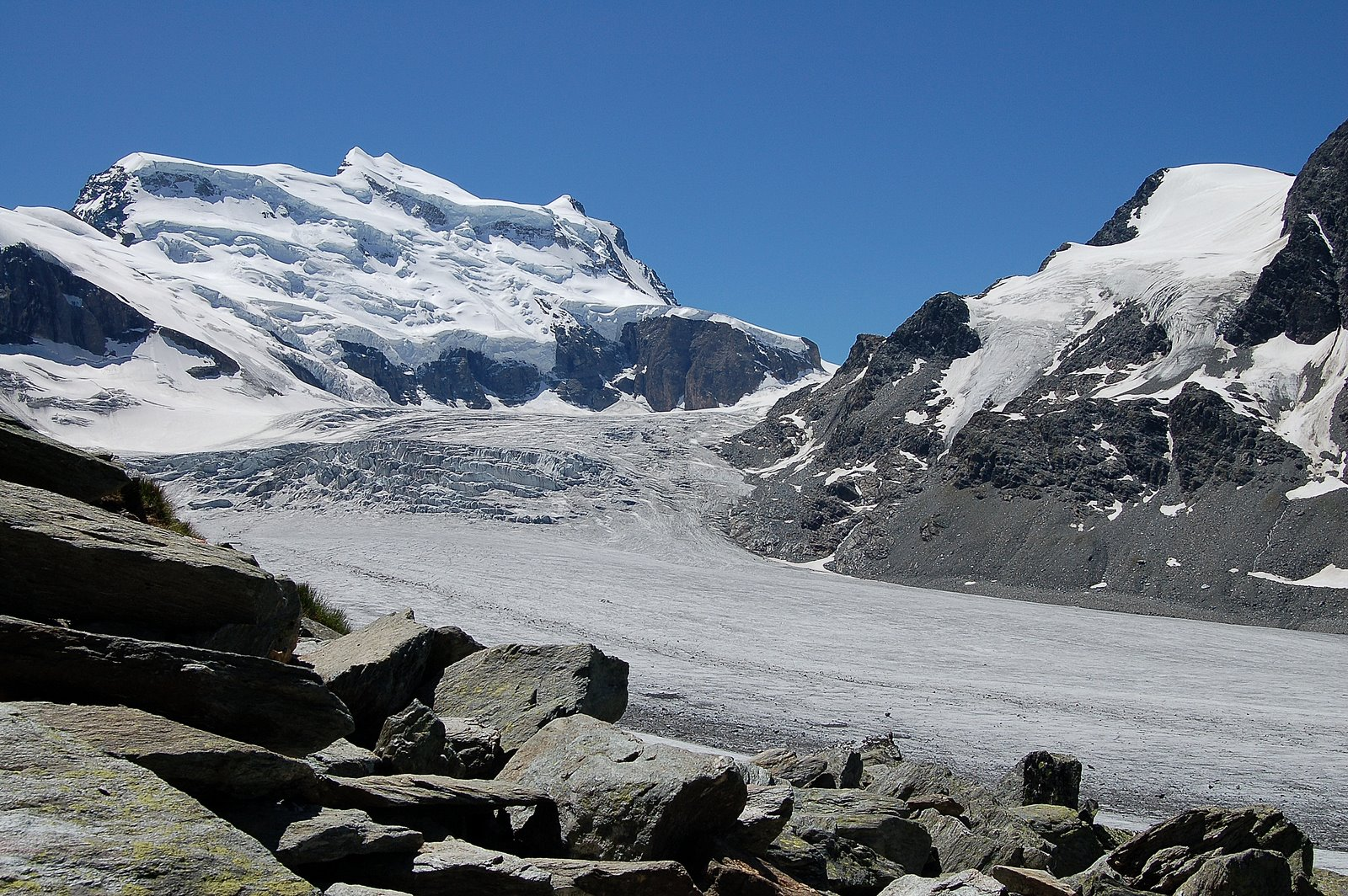
Гран-Комбен и ледник Корбасьер

В северной части массива расположены два хребта, идущие практически параллельно друг другу и двум долинам, выходящим с короткого поперечного хребта с основной вершиной посередине. Южная часть поверхности, ограниченной этими тремя хребтами — это высокогорное плато большой протяженности, на которой начинается ледник Корбасьер длиной почти 10 километров, уходящий на север. Ледник окружен вершинами Пети-Комбен, Комбен-де-Корбасьер и Комбен-де-Бувери с запада, Гран-Тавье и Турнелон-Блан с востока. На внешней стороне массива расположены небольшие ледники Бувери и Мон-Дюрант.
На юго-востокой оконечности плато, в наивысшем участке поперечного хребта, расположены две вершины, Гран-Комбен-де-Графенер, самая высокая точка массива (4314 метров над уровнем моря), и Эгюий-Дю-Круассан к северо-востоку от Гран-Комбен-де-Графенера, высотой 4260 метров. Две другие вершины с высотой более 4000 метров над уровнем моря также расположены на хребте: вершина Гран-Комбен-де-Вальсоре (4184 метра) на западе и Гран-Комбен-де-ла-Тсесетт (4135 метров) на востоке.
На юг от вершины Гран-Комбен-де-Графенер уходит гребень, разделяющий два ледника, Сонадон и Мон-Дюран. Через несколько километров гребень приводит к вершине Гранд-Тет, которая расположена на границе Италии и Швейцарии. Далее хребет разветвляется на два. Юго-западный хребет уходит вдоль границы Италии и Швейцарии к вершине Мон-Велан (3727 метров), восточный уходит к вершине Мон-Авриль (3347 метров).

## Список основных вершин
В таблице приведены основные (высотой более 3000 метров над уровнем моря) вершины массива Гран-Комбен. Всего в массиве насчитывается 4 вершины высотой более 4000 метров, и 14 вершин с высотой от 3000 метров до 4000 метров.

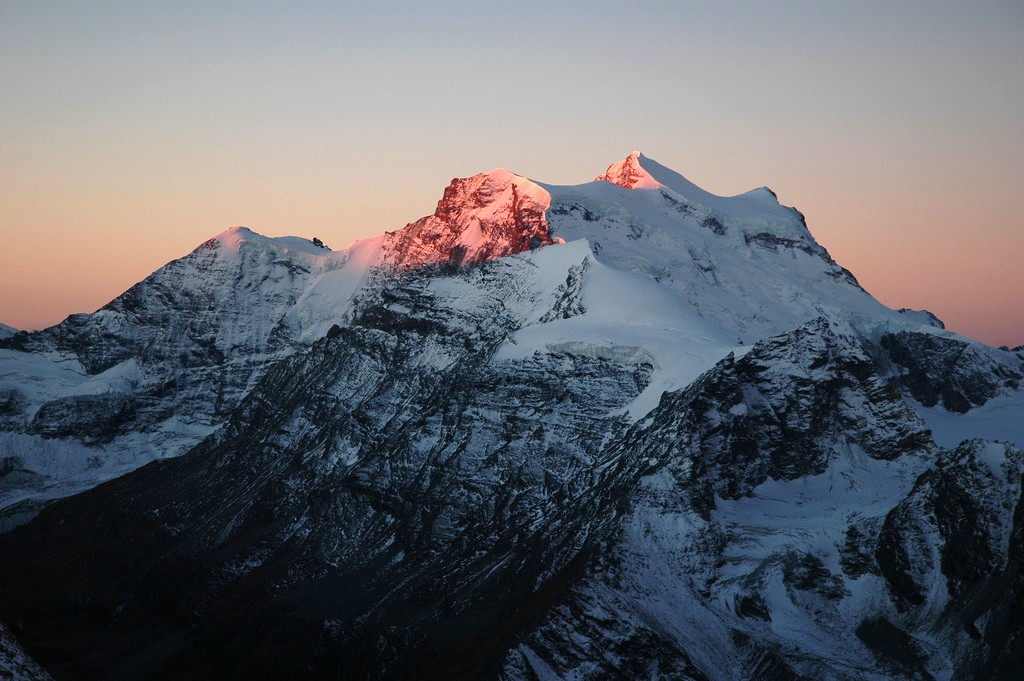
Гран-Комбен со стороны Вербье

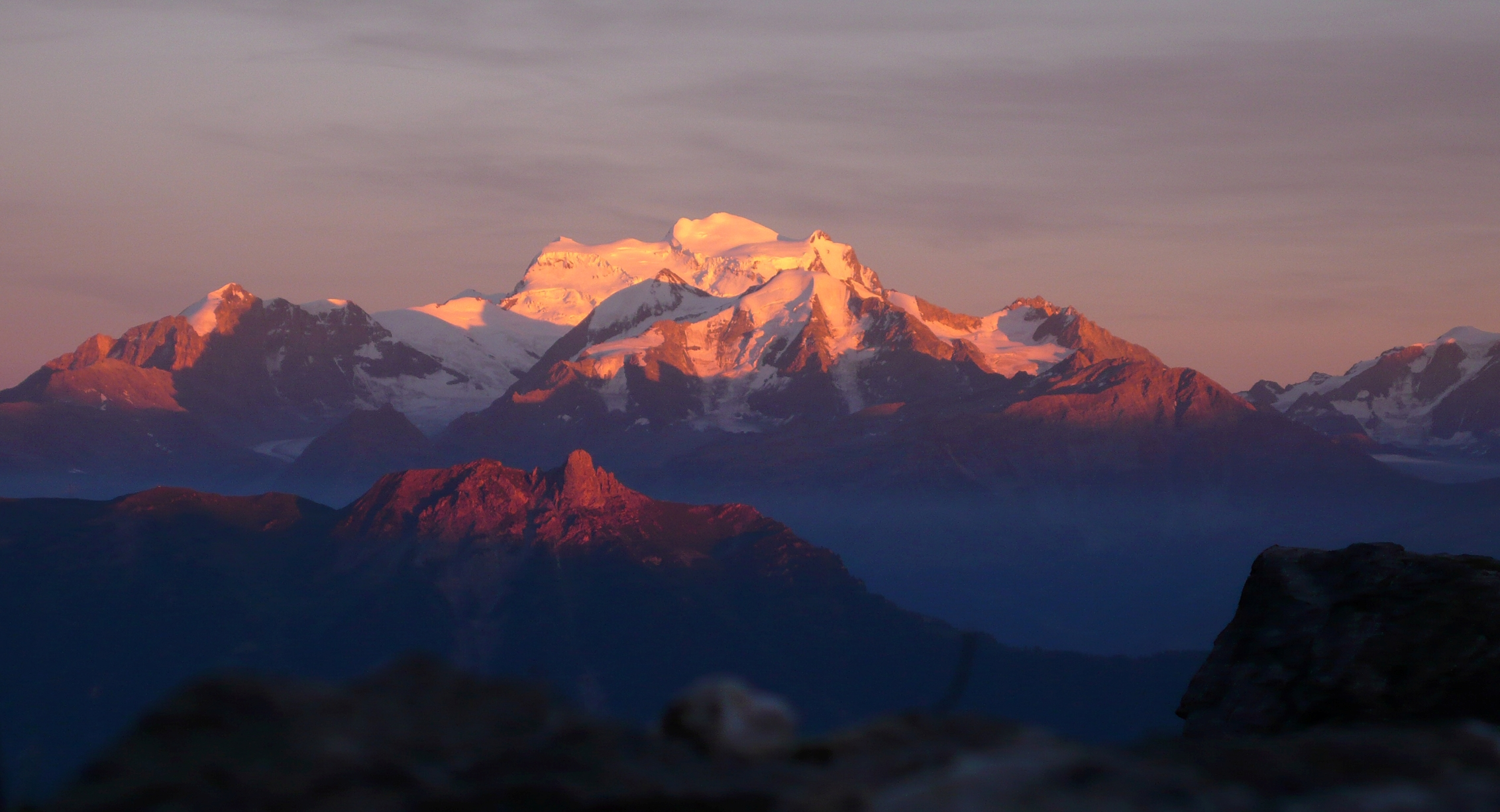
Гран-Комбен на закате

| Вершина                   | Высота, м | Координаты                     |
| ------------------------- | --------- | ------------------------------ |
| Гран-Комбен-де-Графенер   | 4314      | 45°56′15″ с. ш. 7°17′57″ в. д. |
| Эгюий-Дю-Круассан         | 4260      | 45°56′27″ с. ш. 7°18′05″ в. д. |
| Гран-Комбен-де-Вальсоре   | 4184      | 45°56′17″ с. ш. 7°17′26″ в. д. |
| Гран-Комбен-де-ла-Тсесетт | 4135      | 45°56′34″ с. ш. 7°18′39″ в. д. |
| Мон-Велан                 | 3727      | 45°53′30″ с. ш. 7°15′06″ в. д. |
| Комбен-де-Корбасьер       | 3716      | 45°58′41″ с. ш. 7°16′50″ в. д. |
| Турнелон-Блан             | 3700      | 45°58′11″ с. ш. 7°19′20″ в. д. |
| Гран-Эгюий                | 3682      | 45°57′01″ с. ш. 7°15′53″ в. д. |
| Комбен-де-Бувери          | 3663      | 45°57′53″ с. ш. 7°16′15″ в. д. |
| Петит-Комбен              | 3663      | 45°59′03″ с. ш. 7°16′04″ в. д. |
| Л'Эпе                     | 3605      | 45°57′15″ с. ш. 7°15′55″ в. д. |
| Гранд-Тэт-де-Би           | 3587      | 45°55′11″ с. ш. 7°17′53″ в. д. |
| Ле-Муан                   | 3566      | 45°56′44″ с. ш. 7°16′16″ в. д. |
| Ле-Ритор                  | 3556      | 45°57′47″ с. ш. 7°15′23″ в. д. |
| Мон-Желе                  | 3518      | 45°54′15″ с. ш. 7°21′58″ в. д. |
| Мон-Авриль                | 3347      | 45°54′55″ с. ш. 7°20′40″ в. д. |
| Гран-Тавье                | 3158      | 45°59′36″ с. ш. 7°18′52″ в. д. |
| Мон-Рунью                 | 3084      | 46°00′34″ с. ш. 7°13′51″ в. д. |

## История восхождений
Первым исследователем массива был швейцарский альпинист из Берна Готлиб Самюэль Студер с горным гидом Йозефом-Бенджамином Феллаем. 14 августа 1851 года им удалось взойти на вершину Комбен-де-Корбасьер (3716 метров). Отчёт об этом и последующих восхождении был опубликован в журнале Bergund Gletscher-Fahrten.
Первые несколько экспедиции на Гран-Комбен не смогли достичь вершины. 20 июля 1857 года трое местных гидов, Жуванс Брюше, Бенжамен Феллe и Морис Феллe смогли дойти до вершины второстепенной вершины Эгюий-дю-Круассан. Эта вершина одно время считалась высочайшей точкой массива, однако по факту она ниже Гран-Комбен-де-Графенера. Первое восхождение на высочайшую точку массива Гран-Комбен-де-Графенер было совершено 30 июля 1859 года. На вершину поднялись французский геолог и метеоролог Шарль Сент-Клер Девиль, Даниэль, Эммануэль и Гаспард Баллей, а также Базиле Дорса.
Гран-Комбен-де-Вальсоре на западе была впервые покорена 16 сентября 1872 года Дж. Н. Ислером и Дж. Джиллиозом. Они прошли по южной стене выше плато де-Кюлур. Маршрут по юго-восточному хребту был впервые пройден 10 сентября 1891 года О. Гленном Джоунсом, А. Бовиером и П. Гаспоцем.
В истории восхождений на массив было несколько несчастных случаев.